# Труньов Максим Рудольфович
Максим Рудольфович Труньов (рос. Максим Рудольфович Трунёв; 7 вересня 1990, м. Кірово-Чепецьк, СРСР) — російський хокеїст, правий нападник. Виступає за «Локомотив» (Ярославль) у Континентальній хокейній лізі. 
Вихованець хокейної школи «Сєвєрсталь» (Череповець). Виступав за «Сєвєрсталь-2» (Череповець), «Сєвєрсталь» (Череповець), «Алмаз» (Череповець).
У складі молодіжної збірної Росії учасник чемпіонатів світу 2010.